# هايدن باول
هايدن باول (بالنرويجية البوكمول: Hayden Powell)‏ هو ملحن نرويجي، ولد في 25 سبتمبر 1983.

## وصلات خارجية
- الموقع الرسمي
- هايدن باول على موقع ميوزك برينز (الإنجليزية)
- هايدن باول على موقع ديسكوغز (الإنجليزية)